# Сан-Игнасио (муниципалитет)
Сан-Игнасио (исп. San Ignacio) — муниципалитет в Мексике, штат Синалоа, с административным центром в одноимённом городе. Численность населения, по данным переписи 2010 года, составила 22 527 человек.

## Общие сведения
Название San Ignacio дано в честь святого Игнатия де Лойола.
Площадь муниципалитета равна 5070 км², что составляет 8,84 % от площади штата. Он граничит с другими муниципалитетами штата Синалоа: на севере с Косалой, на юге с Масатланом, и на западе с Элотой, а также на востоке граничит с другим штатом Мексики — Дуранго и на юго-западе омывается водами Калифорнийского залива.

## Учреждение и состав
Муниципалитет был образован 8 апреля 1915 года, в его состав входит 176 населённых пунктов, самые крупные из которых:
| Код INEGI | Населённый пункт                                        | Численность населения (2005 год) | Численность населения (2010 год) |
| --------- | ------------------------------------------------------- | -------------------------------- | -------------------------------- |
| 016       | Всего                                                   | 23355                            | 22527                            |
| 0001      | Сан-Игнасио (исп. San Ignacio) (административный центр) | 4591                             | 4543                             |
| 0066      | Димас (исп. Dimas)                                      | 3153                             | 3550                             |
| 0117      | Пьястла-де-Абахо (исп. Piaxtla de Abajo)                | 1830                             | 1877                             |
| 0052      | Койотитан (исп. Coyotitán)                              | 1725                             | 1676                             |
| 0067      | Дурангито (исп. Duranguito)                             | 507                              | 568                              |
| 0152      | Сан-Хуан (исп. San Juan)                                | 615                              | 516                              |

## Экономическая деятельность
По статистическим данным 2000 года, работоспособное население занято по секторам экономики в следующих пропорциях: сельское хозяйство, скотоводство и рыбная ловля — 58,1 %, промышленность и строительство — 12,6 %, сфера обслуживания и туризма — 26,7 %, прочее — 2,6 %.

## Инфраструктура
По статистическим данным 2010 года, инфраструктура развита следующим образом:
- электрификация: 95,8 %;
- водоснабжение: 93,2 %;
- водоотведение: 85,8 %.

## Достопримечательности
- Церковь Святого Игнасио, построенная в начале XIX века.
- Здание администрации муниципалитета, построенное в 1920 году.
- Несколько памятников историческим личностям.
- Горячие источники с целебными свойствами в Санта-Аполонии и Агуа-Кальенте-де-Юнаре
- Курортные пляжи на побережье Калифорнийского залива вблизи Баррас-де-Пьястла[3].

## Фотографии

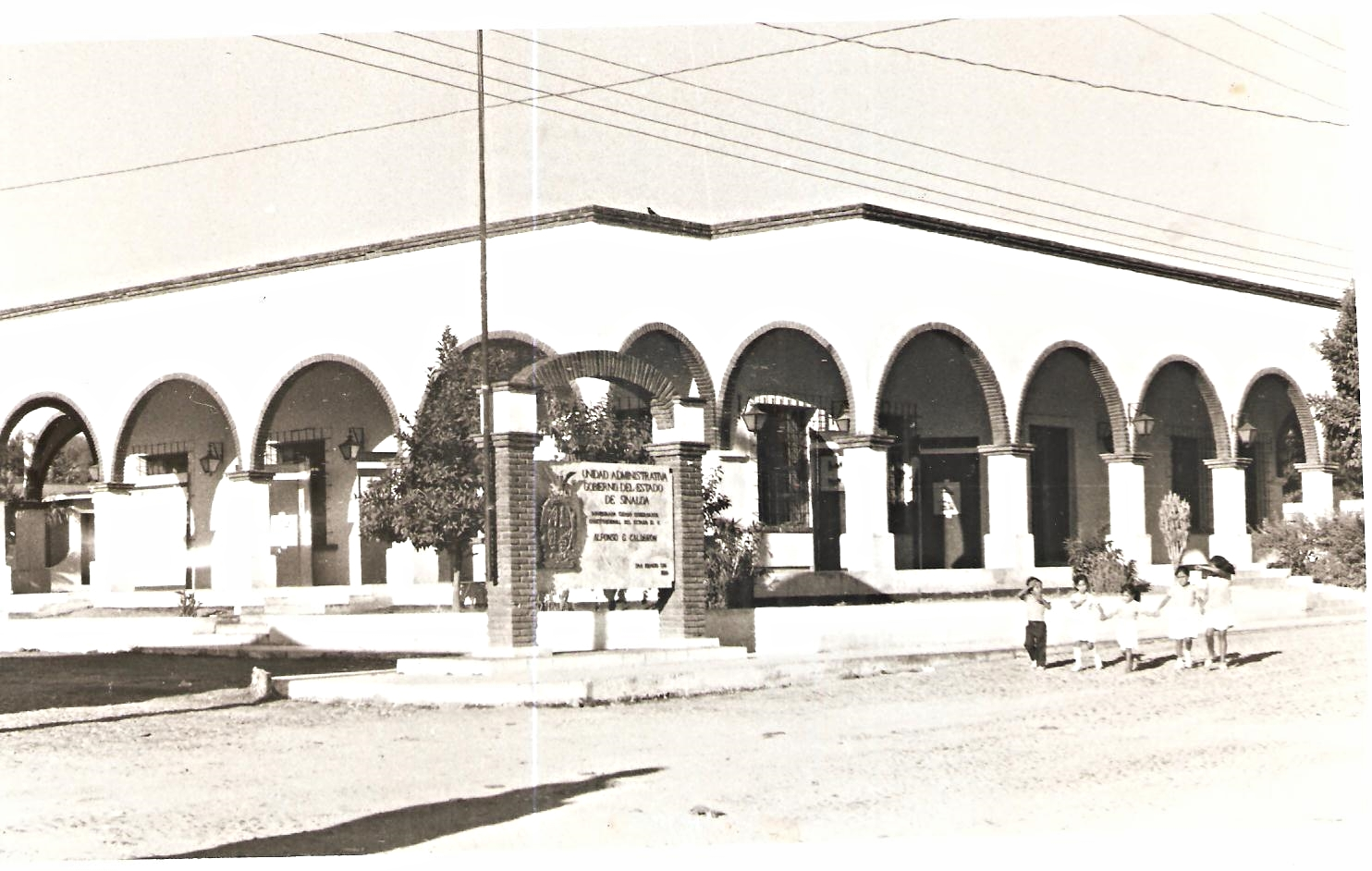
Здание администрации
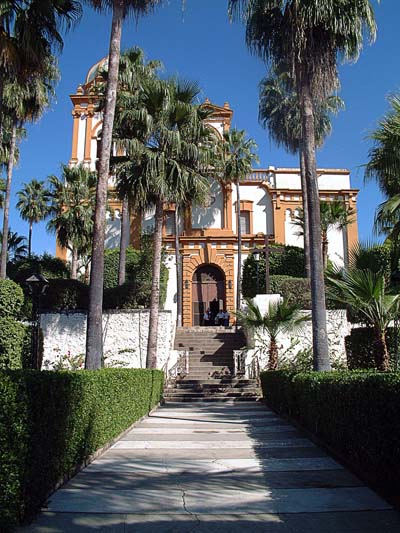
Церковь Святого Игнасио
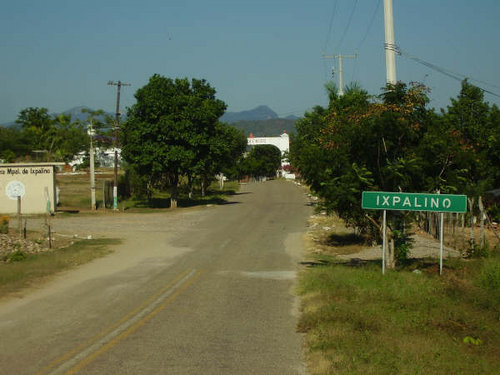
На въезде в посёлок Испалино